# Bоtir Qоrayev
Bоtir Qоrayev (Ботир Қораев, ur. 8 kwietnia 1980) – uzbecki piłkarz grający na pozycji obrońcy.

## Kariera klubowa
Karierę piłkarską Qоrayev rozpoczął w klubie Nasaf Karszy. W 2000 roku zadebiutował w jego barwach w pierwszej lidze uzbeckiej. W latach 2000, 2001 i 2005 zajął z Nasafem 3. miejsce w lidze, a w 2003 roku wystąpił w finale Pucharu Uzbekistanu. W 2006 roku odszedł do Mash'alu Muborak, w którym grał do końca 2008 roku. Na początku 2009 roku wrócił do Nasafu Karszy.

## Kariera reprezentacyjna
W reprezentacji Uzbekistanu Qоrayev zadebiutował w 2007 roku. W tym samym roku został powołany przez selekcjonera Raufa Inileyeva do kadry na Puchar Azji 2007, ale nie rozegrał tam żadnego spotkania.